# 微丝

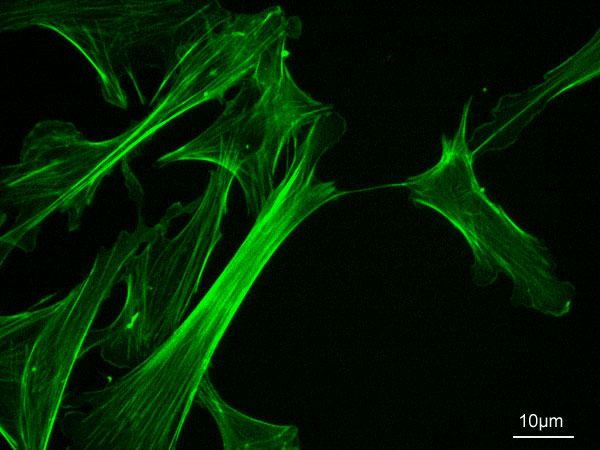
小家鼠胚胎成纤维细胞的肌动蛋白细胞骨架，荧光素异硫氰酸酯-鬼笔环肽染色

微丝（microfilament）是由肌动蛋白（Actin）组成的直径约为7nm的纤维结构。肌动蛋白单体（全称为“球状肌动蛋白”，简称“G肌动蛋白”）表面上有一个ATP结合位点。肌动蛋白单体可一个接一个连成一串肌动蛋白链，而微丝则由两串这样的肌动蛋白链互相缠绕扭曲成而成。微丝这种肌动蛋白多聚体又被称为“纤维形肌动蛋白”。
微絲也普遍存在于所有真核細胞中，是一個實心狀的纖維，一般細胞中含量約占細胞內總蛋白質的1%-2%，但在活動較強的細胞中可占20%-30%。微絲的主要化學成分是肌動蛋白（actin）和肌球蛋白（myosin），如同微管蛋白，肌動蛋白的基因組成一個超家族并有多種結構極為相似的組成。在肌細胞中至少存在4種不同的肌動蛋白。

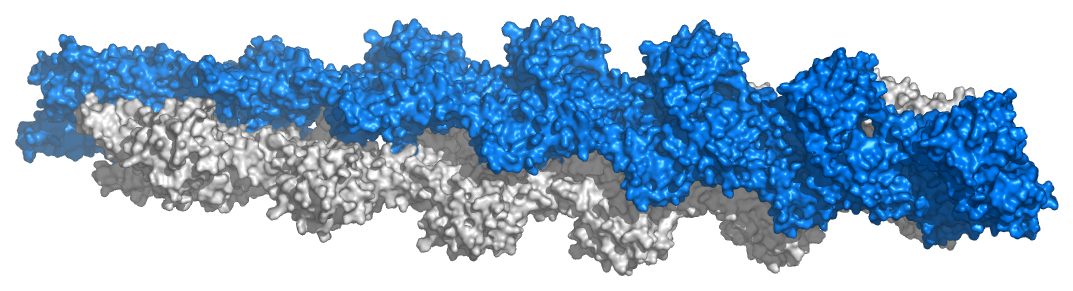
微丝是由双股单链扭曲而成的。

## 组装与去组装
微丝能被组装和去组装。当单体上结合的是ATP时，就会有较高的相互亲和力，单体趋向于聚合成多聚体，此过程即为微丝的组装。而当ATP水解成ADP后，单体亲和力就会下降，多聚体趋向解聚，则为微丝的去组装。高ATP浓度有利于微丝的组装。所以当将细胞质放入富含ATP的溶液时，细胞质会因为微丝的大量组装迅速凝固成胶。而微丝的两端组装速度并不一样。较快的一端（+极）比较慢的一端（-极）快5-10倍。当ATP浓度达一定临界值时，可以观察到+极组装而-极同时去组装的现象。
微丝的组装和去组装受到细胞质基质内多种蛋白质的调节，这些蛋白能结合到微丝上，影响其组装去组装速度，被称之为微丝结合蛋白（association protein）。

## 调节
微丝的组装先需要“核化”（nucleation），即几个单体首先聚合，其它单体再与之结合成更大的多聚体。Arp复合体（Actin related-protein）是一种能与肌动蛋白结合的蛋白，它起到模板的作用，促进肌动蛋白的多聚化。Arp复合体由Arp2、Arp3和其它5种蛋白构成。封闭蛋白（end-blocking protein）则是微丝两端的“帽子”。当这种蛋白结合到微丝上时，微丝的组装和去组装就会停止。这对一些长度固定的蛋白来说很重要，如细肌丝。而前纤维蛋白（Profilin，或译G肌动蛋白结合蛋白）则是促进多聚的，相应地促解聚的蛋白则有丝切蛋白（Cofilin）。纤丝切割蛋白（filament severing protein），如溶胶蛋白（Gelsolin），能将微丝从中间切断。粘着斑蛋白（Vinculin）则能固定微丝到细胞膜上，形成粘着斑。交联蛋白（cross-linking protein）有两个以上肌动蛋白结合位点，起到连接微丝的作用，其中，丝束蛋白（fimbrin）帮助微丝结成束状，而细丝蛋白（filamin）则将微丝交联成网状。